# Foggia (provins)
Foggia är en provins i den italienska regionen Apulien. Huvudort i provinsen är Foggia. Provinsen sammanfaller med de historiska regionen Daunien. Provinsen var efterföljaren till provinsen Capitanata i Kungariket Neapel och etablerades i Kungariket Italien 1860–1861 efter sammanslagningen av Kungariket Bägge Sicilierna och Kungariket Sardinien.

## Administrativ indelning
Provinsen Foggia är indelad i 61 comuni (kommuner). Alla kommuner finns i lista över kommuner i provinsen Foggia.

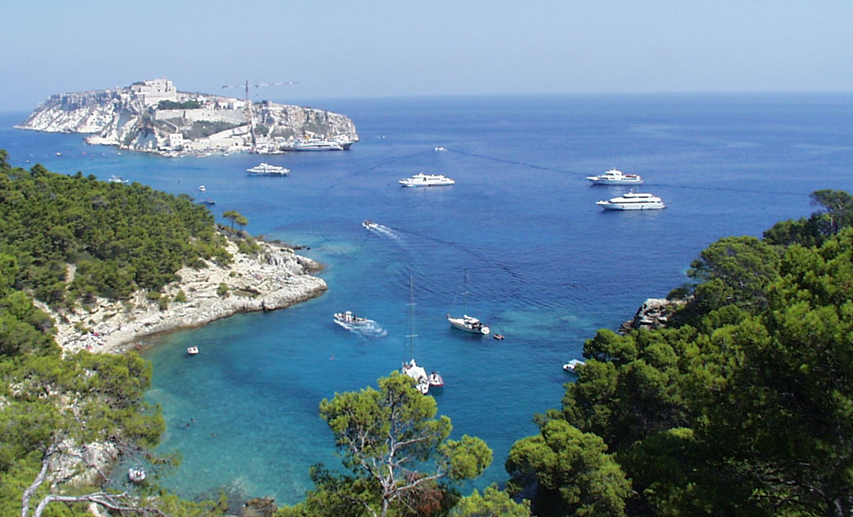
Tremitiöarna är del av nationalparken Parco Nationale del Gargano

## Geografi
Halvön Gargano ligger inom provinsen.
Provinsen Foggia gränsar:
- i norr och öst mot Adriatiska havet
- i öst mot provinsen Barletta-Andria-Trani
- i syd mot provinsen Avellino
- i syd och väst mot provinsen Benevento
- i väst mot provinsen Campobasso